# Mesoleptus requirens
Mesoleptus requirens là một loài tò vò trong họ Ichneumonidae.